# موقع توظيف

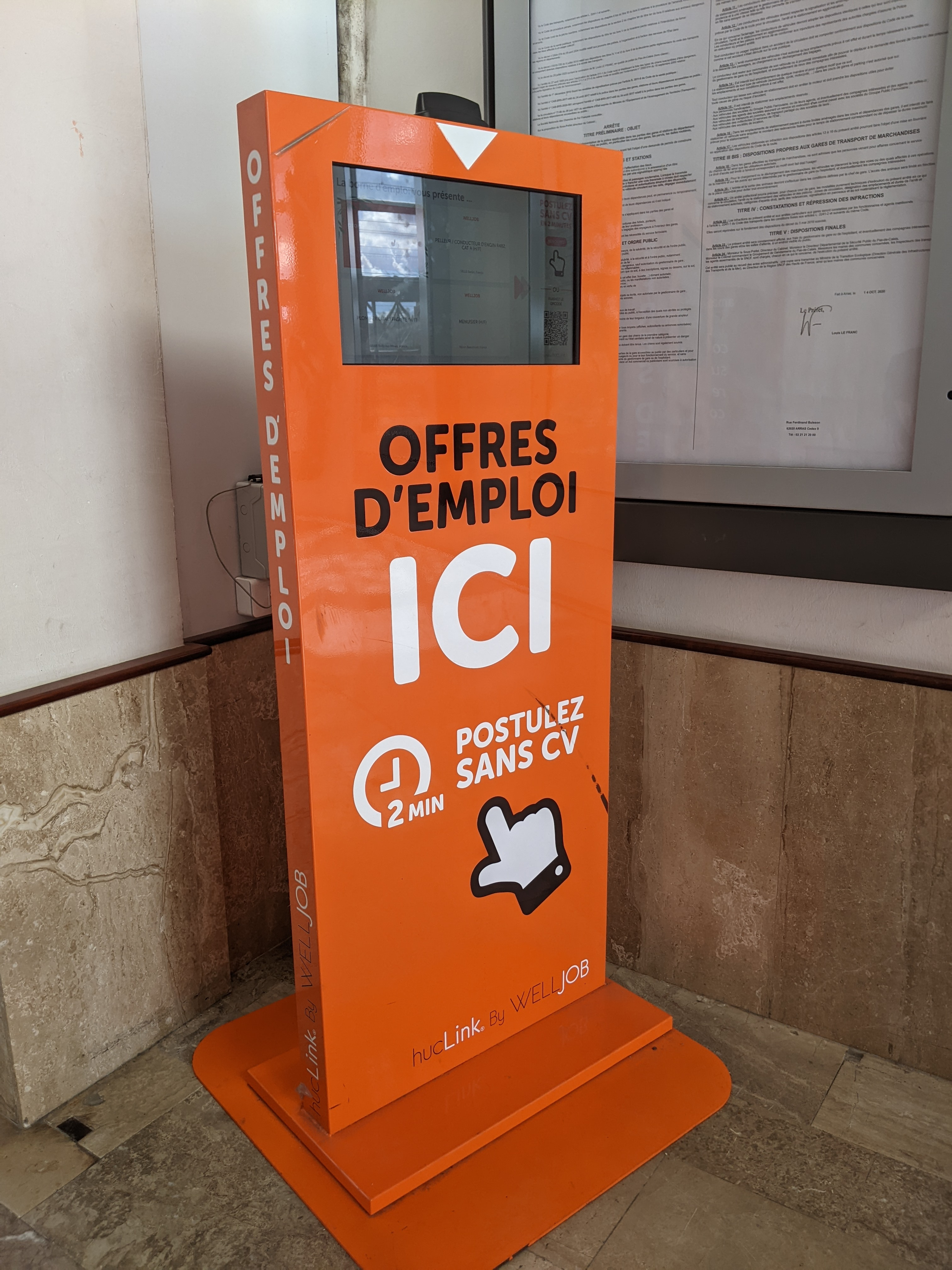
عروض العمل محطة في محطة لنس (باس دو كاليه، فرنسا)

موقع التوظيف هو موقع ويب يتعامل بشكل خاص مع التوظيف أو الوظائف. تم تصميم العديد من مواقع التوظيف للسماح لأصحاب العمل بنشر متطلبات الوظيفة لشغل منصب وهي معروفة باسم لوحات الوظائف. تقدم بعض مواقع التوظيف الأخرى مراجعات لأصحاب العمل، ونصائح وظيفية للباحثين عن عمل، وتصف هذا المواقع أوصاف الأعمال المختلفة وطبيعة صناعة أرباب العمل. من خلال موقع التوظيف، يمكن للموظف المحتمل إختيار وظيفة وملء طلب توظيف أو تقديم السير الذاتية عبر الإنترنت للوظيفة المعلن عنها.

## الخدمات الإضافية
من خلال موقع التوظيف، يمكن لأي شخص يبحث عن فرصة عمل في السوق:
- إنشاء سيرة ذاتية.
- البحث عن العروض التي تطابق مع المؤهلات.
- الوصول إلى أنواع مختلفة من الوظائف مثل العمل الحر، العمل بدوام جزئي، بدوام كامل، وغيرها.
- التقديم في الوقت الفعلي على الوظائف الشاغرة المختلفة للشركات المهمة، والتي تُحدّث يوميًا.

بالنسبة للشركات التي ترغب في إيجاد موظفين، يتيح لها موقع التوظيف:
- نشر احتياجات الوظائف بشكل دائم.
- الوصول إلى آلاف السير الذاتية لعمليات البحث المستقبلية وتخزينها في قواعد البيانات.
- اختيار الملفات الشخصية الأكثر ملاءمة للمنصب بين مئات المتقدمين.